# Лакота (племе)
Лакота или Тетон племе, је једно од седам племена сијукшког савеза, које укључује све групе које живе западно од реке Мисури. Данас живе на резерватима Шајен Ривер, Доњи Бруле, Роузбад, Пајн Риџ и Стендинг Рок у Северној Дакоти и Јужној Дакоти.

## Потплемена
Тетони су подељени на седам потплемена, која се састоје од неколико мањих подгрупа:
- Бруле (Сичангу) - насељени на резерватима Ловер Бруле (Доњи Бруле) и Роузбад (Горњи Бруле);
- Сан Аркс (Итазипчо) - данас углавном живе на резервату Шајен Ривер и нешто на Стендинг Року;
- Сихасапа - углавном на резервату Шајен Ривер и нешто на резервату Стендинг Року;
- Миниконжу - на резерватима Шајен Ривер, и мањи део у Роузбад и Стендинг Рок;
- Ту Кетлес - у резервату Шајен Ривер;
- Оглала - углавном на резервату Пајн Риџ, Јужна Дакота; нешто у Стендинг Року;
- Хункпапа - на резервату Стендинг Рок.

## Етнографија
Лакоте су типично племе са прерјском културом. Нису практиковали пољопривреду, а њихов живот зависио је од бизона (татанка), преко којих су готово у потпуности задовољавали своје потребе за месом, кожом и костима. Све што им је било потребно лако се могло добити у природи, па је сакупљање плодова природе још једна важна активност Тетона. Такође су се бавили трговином са племенима која су узгајала кукуруз у области Мисури, где је сорта кукуруза Мандани (Мандан кукуруз) посебно позната. Оброке су јели свеже припремљене, али су их и спремали за каснију употребу, па су сушили значајну количину хране на сунцу. Пемикан је било најпопуларније јело припремљено за каснију употребу. Комади бизоновог меса би се сушили и касније мрвили помоћу камења којим би тукли по њему на равним каменим плочама. Када би добили густу масу смрвљеног меса мешали су га са топљеним салом или коштаном масом и понекад додавали дивље трешње. Смеша је пакована у кожну врећицу, која би била запечаћена салом на врху. Ова врста припремљене смесе може трајати 3 до 4 године.
Насеља Тетона чинили су тапији, кожни шатори који су се састојали од дрвеног скелета прекривеног кожом бизона. У таквом шатору било је 16 до 18 кожа. Улаз у шатор чинио је отвор, који се као и отвор за дим, може отворити или затворити кожом.
Одећа Тетона направљена је од штављене коже бизона. Жене које су правиле ову одећу морале су да утроше много сати рада.
Путујући на коњима средином 1700-их, дошли су на просторе Дакоте постајући најбројнији међу свим Сијуксима, и другим племенима (Команчи). Били су стално у покрету и пратили стада бизона до зиме. За путовања на дугим стазама коришћене су за вучу два дугачка штапа повезана око коњских плећа, чији је крај био вучен по тлу. Да би прелазили преко реке, користили су чамац, направљен од прућа и прекривен бизонском кожом. Булбот, који су осим њих познавала и племена уз реку: Мандан, Хидаца и Арикара. Био је водонепропусан.